# Cabestany
Cabestany là một xã thuộc tỉnh Pyrénées-Orientales trong vùng Occitanie phía nam Pháp. Xã này nằm ở khu vực có độ cao trung bình 27 mét trên mực nước biển.
Master of Cabestany xuất phát ở vùng này, có một bảo tàng dành cho các tác phẩm của ông.